# Asanga
 (janvier 2024).

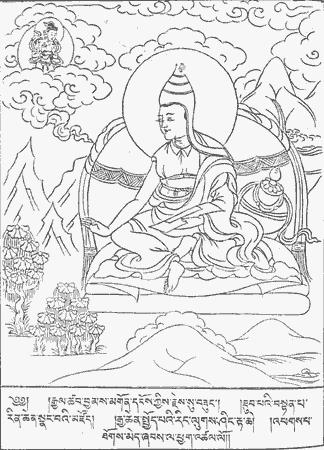
Asanga et Maitreya.

Asanga (Aryasanga), IVe siècle, moine bouddhiste gandhârais, originaire de Puruṣapura (actuel Peshawar, Pakistan) est l’un des fondateurs de l’école Cittamātra avec son demi-frère Vasubandhu et Maitreyanatha. Ce dernier auteur est en général assimilé par la tradition bouddhique au bodhisattva Maitreya, qui serait selon ce point de vue l'inspirateur d'Asanga.
Le nom sanskrit « Asaṅga » signifie« non attachement », rendu en chinois par Wuzhuo (Wúzhuó 無著, « sans attache ») ou « bodhisattva Wuzhuo » (Wúzhuó púsà 無著菩薩); son nom chinois en transcription phonétique du sanskrit — Asengjia (Asēngjiā 阿僧伽) — n'est quasiment plus utilisé. Son nom en japonais est Mujaku (également sans attache, avec la particule mu privatif).
Les ouvrages qui lui sont attribués (bien qu'ils soient dictés par Maitreyanātha), une fois traduits en chinois et en tibétain, ont exercé une influence importante sur le bouddhisme mahāyāna, et particulièrement le vajrayāna. Selon la tradition du bouddhisme tibétain, le Guhyasamāja tantra lui aurait été révélé par Maitreya, le futur Bouddha.

## Biographie

### Sources
Les sources concernant la vie d’Asanga sont la biographie de Vasubandhu rédigée par Paramārtha (Zhēndì 真諦 499-569), traducteur et représentant de l’école yogācāra en Chine (Pósǒupándòu fǎshī zhuàn 《婆藪槃豆法師傳》), le Dàtáng xīyóujì (《大唐西遊記》) relatant le voyage de Xuanzang (Xuánzàng 玄奘 600-664), ainsi que des auteurs tibétains ; ces sources concordent rarement dans les détails.

### Vie
Les dates de sa naissance et de sa mort sont incertaines. Il serait né entre le milieu du IIIe siècle et le Ve siècle (peut-être vers 320 et mort vers 390) à Puruṣapura (actuelle Peshawar) dans le Gandhâra d'une famille de brahmanes, sous le nom de Vasubandhu faux Vasubandhu est son demi-frère !!!Kanushika. Plus tard, il prit le nom d’Asanga, « l’homme sans entrave », lors de son admission dans l’ordre des moines. Quand il fut plus âgé, ses disciples lui donnèrent par admiration le nom de Āryāsanga (« noble sans attache »). Ses ouvrages sont nombreux, le plus connu et le plus commenté étant le Yogacharya Bhumishastra.
Il fonda l’école bouddhiste Yogacharya (Cittamātra) qui semble, au début, avoir tenté la fusion du bouddhisme et du système philosophique du Yoga. Il voyagea beaucoup et joua un rôle capital dans la réforme du bouddhisme. Sa réputation était importante et son nom est cité avec ceux de Nagarjuna et d'Aryadeva : ils furent nommés les trois soleils du Bouddhisme, du fait qu’ils ont permis son rayonnement.
Les sources tibétaines donnent une version probablement symbolique de ses origines, qui fait de sa mère une moniale (bhikhunī) du nom de Prasannashila. Consciente de vivre dans une période de déclin du bouddhisme et mue par le désir de contribuer à son maintien, elle aurait abandonné le célibat pour mettre au monde deux fils, Asanga né d’un roi (caste des kshatriyas), puis Vasubandhu né d’un brahmane, alors qu’Asanga était déjà moine ou novice. Ils auraient de plus un jeune frère du nom de Virincivatsa. Certains affirment que Vasubandhu (« haute parenté, bonne famille ») était une appellation commune aux trois frères mais que seul le second l'aurait conservée, l’aîné et le benjamin étant connus sous leur nom religieux. Selon les sources chinoises, Vasubandhu et Asanga sont tous deux des brahmanes de gotra Kaushika, et leur mère se nomme Virinci.

### Carrière religieuse
Selon Paramārtha, Asanga appartenait à l’école Sarvāstivādin (Sarvāstivāda), la mieux implantée dans le Gandhara, mais selon le Dàtáng xīyóujì il aurait suivi une branche dissidente, Mahishasaka, détachée du Sarvāstivāda au Ier siècle av. J.-C., dont le courant dharmaguptaka est un embranchement. Il eut sans doute pour maître Maitreya ou Maitreyanātha, se convertit au mahāyāna (« Grand véhicule ») et y rallia son jeune frère Vasubandhu. Il serait mort à soixante-quinze ans, après avoir produit et commenté de nombreux ouvrages.
Les sources font des événements de sa vie un récit grandement légendaire dans lequel Maitreyanātha est assimilé au bodhisattva Maitreya : désespéré par son manque de progrès dans la compréhension de la non-substantialité, Asanga aurait songé à se suicider. Un arhat nommé Pindola, ayant perçu sa détresse, vint tout exprès de Purvavideha, l’un des quatre continents de la géographie mythique indienne, situé à l’est du mont Meru, pour lui en expliquer le principe. Asanga parvint finalement à comprendre, mais, au bout d’un certain temps, ressentit l’insuffisance du hīnayāna et désira comprendre la notion de la vacuité (śūnyatā) selon le mahāyāna. Sa pratique de l'ascèse lui permit de déployer des pouvoirs acquis grâce auxquels il parvint au ciel Tusita, où Maitreya lui enseigna le mahâyâna — en particulier la doctrine yogacara — et la notion de vacuité du Grand véhicule ainsi que la méditation qui développe l'entendement et la mémoire. Grâce à cette méditation, il fut en mesure de comprendre pleinement les sutras les plus difficiles du mahāyāna, comme l’Avatamsaka. Il prit alors le nom d’Asanga, « sans attachement ». Il continua par la suite de recevoir l’enseignement de Maitreya, partageant son temps entre Jambudvipa, continent central, et le ciel Tuṣita.

### Asanga et le chien
Une variante de la rencontre entre Asanga et Maitreya est particulièrement répandue du fait de son aspect imagé: dans sa recherche de la compréhension de la vacuité, Asanga aurait médité douze ans durant dans une grotte, sollicitant en vain l'apparition de Maitreya. Sortant pour la première fois après toutes ces années, il aperçut un chien couvert de plaies infestées de vers qui, malgré son état, s'efforçait de trotter crânement. Poussé par la compassion, Asanga s’agenouilla pour nettoyer ses blessures. Alors qu'il allait les essuyer, il fut pris de compassion pour les vers eux-mêmes, et décida de les enlever avec la langue, parce qu'ainsi il risquerait moins de les blesser. Et lorsqu’il se releva, Maitreya était devant lui. Asanga lui demanda pourquoi il avait attendu douze ans pour paraître ; le bodhisattva lui révéla alors qu’il était à ses côtés depuis le début, mais que son niveau de développement spirituel n’était pas assez avancé pour qu’il le voie. Il l'avait pourtant aperçu sous une forme imparfaite, celle de ce chien qui lui avait permis de développer pleinement sa compassion. Pour mieux lui montrer que la réalité dépend entièrement de la conscience, Maitreya se jucha sur ses épaules et lui demanda de marcher jusqu’au village. De tous ceux qu’ils croisèrent, personne ne s’aperçut de rien, à part une vieille femme qui lui demanda : « Qu’est-ce que vous faites avec ce chien malade sur les épaules ? »

## Œuvre

### Textes attribués à Asanga
- Deux ouvrages appelés en tibétain Les deux résumés (tibétain : སྡོམ་རྣམ་གཉིས, Wylie : sdom rnam gnyis)
  - Mahāyānasamgraha (« Résumé du Grand Véhicule ») – tibétain : ཐེག་པ་ཆེན་པོ་བསྡུས་པ, Wylie : theg pa chen po bsdus pa – ch : Shèdàchéng lùn (《攝大乘論》), commenté par Vasubandhu
  - Abhidharmasamuccaya (« Compendium de la Super-Doctrine ») – tibétain : ཆོས་མངོན་པ་ཀུན་ལས་བཏུས་པ, Wylie : chos mngon pa kun las btus pa – ch : Dàchéng āpídámó jílùn (《大乘阿毘達磨集論》). Il s’agit d’une revue générale de l’Abhidhamma selon le point de vue mahāyāna, renfermant toutes les notions importantes de ce courant à l’époque d’Asanga ; il a été traduit en tibétain par Atisha et Tsultrim Gyelwa (IXe siècle), et en chinois, accompagné du commentaire de Buddhasimha, par Xuanzang (VIIe siècle) ; la traduction française de Walpola Rahula se base sur une version sanscrite inédite découverte au Tibet en 1934. Néanmoins, c'est l’Abhidharmakośa de Vasubandhu, représentant le point de vue hīnayāna, qui constitue le texte de base pour l’enseignement de l’Abhidharma dans les monastères mahāyāna et vajrayāna, l’Abhidharmasamuccaya n'étant étudié que par ceux qui veulent approfondir leurs connaissances dans ce domaine.

### Textes attribués selon les sources à Asanga (sous l’inspiration du bodhisattva Maitreya) ou à Maitreyanātha
- Panca maitreya grantha (Les cinq traités de Maitreya)[1] - tibétain : བྱམས་ཆོས་སྡེ་ལྔ, Wylie : byams chos sde lnga - ch: Mílé wǔlùn 《弥勒五論》
  1. Abhisamaya alamkâra nāma prajnāpāramitā upadeśa śāstra (Ornement de la claire réalisation) - tibétain : མངོན་པར་རྟོགས་པའི་རྒྱན, Wylie : mngon par rtogs pa’i rgyan ch: Xiànguān zhuāngyán lùn 《現觀莊嚴論》
  2. Dharma-dharmatâ-vibhâga (Discrimination entre existence et essence) - tibétain : ཆོས་དང་ཆོས་ཉིད་རྣམ་པར་འབྱེད་པ, Wylie : chos dang chos nyid rnam par ‘byed pa – ch : Fēnbié yújiā lùn (《分別瑜伽論》)
  3. Madhyânta-vibhâga (Discrimination entre le milieu et les extrêmes) - tibétain : དབུས་དང་མཐའ་རྣམ་པར་འབྱེད་པ, Wylie : dbus dang mtha’ rnam par ‘byed pa – ch : Biàn zhōngbiān lùn (《辯中邊論》), commenté par Vasubandhu et Sthiramati
  4. Mahāyāna-sūtra-laṃkara (Ornement des sūtras mahāyāna) - tibétain : ཐེག་པ་ཆེན་པོ་མདོ་སྡེའི་རྒྱན, Wylie : theg pa chen po mdo sde’i rgyan, commenté par Vasubandhu; - ch: Dàchéng zhuāngyájīnglùn （《大乘莊嚴經論》）
  5. Ratna-gotra-vibhâga ou  Mahāyānottaratantra-śastra (Traité sur la nature de bouddha) - ti : theg pa chen po rgyud bla ma’i bsten chos ou rgyud bla ma – ch : Dàchéng wúshàngyàoyì lùn (《大乘無上要義論》), texte intermédiaire entre sutras et tantras
- Āryavācāprakaraṇa-śāstra- ch: Xiǎnyáng shèngjiào lùn （《顯揚聖教論》）Traité de l'explication de l'enseignement noble.
- Yogācāra-bhūmi śastra (Terres de bodhisattva / Traité des terres des pratiquants du yoga) - ti : sa sde lnga- ch : Yújiāshī dìlùn (《瑜伽師地論》), décrivant les étapes de la voie de bodhisattva (Attribué par les orientalistes à Maitreyanâtha, un des fondateurs de l'école du yogâchra au IVe – Ve siècle, maître d'Asanga. Résumé par Asanga : Âryashasana-prakarana (Preuve de la doctrine sacrée). Les deux titres sont mentionnés dans Dictionnaire de la sagesse orientale, Robert Laffont, coll. « Bouquins », 1989, p. 344, 685.)

1. Yogācāra-bhūmi-vastu tib: rnal‘byor spyod pa’i sa
2. Yogācāra-bhūmi-niranaya-samgraha - tib: rnal byor spyod pa’i sa las gtan la phab pa’i bsdu ba
3. Yogācāra-bhūmi vivarana-samgraha - tib: rnal ‘byor spyod pa’i sa las rnam par bshad pa’i bsdu ba
4. Yogācāra-bhūmi paryaya-samgraha - tib: rnal ‘byor spyod pa’i sa las rnam grangs bsdu ba
5. Yogācāra-bhūmau vastu-samgraha - tib: rnal ‘byor spyod pa’i sa las gzhi bsdu ba

### Autres attributions
- Traité sur le Sūtra du Diamant – ch : Jīn'gāng bōrè bōluómì jīnglùn (《金剛般若波羅蜜經論》)
- Selon certains auteurs comme Charles Eliot, L’Éveil de la foi dans le mahāyāna – ch : Dàchéng qǐxìn lùn (《大乘起信論》), serait d’Asanga et non d’Aśvaghoșa

## Influence
Dans l'ensemble du Yogācāra-bhūmi śastra, les deux sections intitulées Yogācāra-bhūmi et Bodhisattva-bhūmi furent reprises en ouvrages indépendants : le premier texte donne une importante présentation de la méditation (dhyana), tandis que l'autre développe la pratique des six paramitas (perfections) du bodhisattva, et son chapitre consacré à la moralité (shila) a eu une influence particulièrement marquée. Ces textes ont profondément marqué le développement du bouddhisme, en particulier en Inde, au Tibet et Asie de l'Est.
D'une manière générale, Asanga se distingue par l'étendue de ses intérêts et de ses connaissances. Il est ainsi un penseur influent du bouddhisme de par ses apports philosophiques via le Yogacara; il a joué un rôle de premier plan dans le développement de la pensée du Tathagarbha (en particulier dans le traité Ratna-gotra-vibhaga), et dans la présentation de la pratique bouddhique (à travers le Yogācāra-bhūmi),